# Turkanski deček
Turkanski deček, imenovan tudi Nariokotomski deček, je ime za fosil KNM-WT 15000, skoraj popolno okostje mladeniča Homo ergaster, ki je živel pred 1,5 do 1,6 milijona let pred sedanjostjo. Ta primerek je najpopolnejše okostje zgodnjega hominina, kar so jih kdaj našli. Leta 1984 ga je odkril Kamoya Kimeu na bregu reke Nariokotome blizu Turkanskega jezera v Keniji.
Ocene starosti posameznika ob smrti se gibljejo od 7 do 11 let.

## Mladost in zrelost
Čeprav se osebek zaradi oblike medenice večinoma šteje za moškega, je spol na koncu nedoločen zaradi njegove predpubertetne starosti. Ocene starosti ob smrti so odvisne od tega, ali se uporablja stopnja zrelosti zob ali okostja in ali se ta zrelost primerja z zrelostjo Homo sapiensa ali šimpanzov. Ključni dejavnik je, da medtem ko imajo sodobni ljudje izrazito mladostniško rast, šimpanzi ne. Medtem ko so prvotne raziskave domnevale sodobno človeško rast, novejši dokazi iz drugih fosilov kažejo, da je bilo to manj prisotno pri zgodnjih hominidih. To vpliva na oceno tako starosti kot verjetne rasti osebka kot odrasle osebe.
Alan Walker in Richard Leakey sta leta 1993 ocenila, da je bil deček star približno 11–12 let na podlagi znanih stopenj zrelosti kosti. dejanska starost osebe. Walker in Leakey (1993) sta dejala, da zobozna datacija pogosto daje mlajšo starost od dejanske starosti osebe.
Christopher Dean (M. C. Dean) iz University College London je v posebnem TV programu Nova iz leta 2009  ocenil, da je bil Turkanski deček ob smrti star 8 let.

## Morfologija
Vzorec obsega 108 kosti, in je najbolj popoln zgodnji odkrit človeški skelet. Smithsonian ocenjuje, da je bil ob smrti visok 1,6 m in tehtal 48 kg in je bil morda blizu višine v odrasli dobi. V odrasli dobi bi bil Turkanski deček visok 185 centimetrov in tehtal 68 kilogramov. Medenica je ožja kot pri Homo sapiensu, kar je najverjetneje za učinkovitejšo pokončno hojo. To nadalje kaže na popolnoma zemeljski dvonogizem, ki je za razliko od starejših vrst homininov, ki kažejo kombinirano značilnost dvonožja in plezanja po drevesih. Fant je bil razmeroma visok, kar je povečalo njegovo telesno površino, kar bi povečalo odvajanje toplote in preprečilo toplotni stres pod vročim soncem.
Celotno okostje KNM-WT 15000 je še vedno imelo značilnosti (kot so nizko nagnjeno čelo, močne obrvi in odsotnost brade), ki jih pri H. sapiensu niso opazili. Vendar pa obstajajo pomembne značilne lastnosti, kot je večja velikost možganov (880 cc). Roke in noge so nekoliko daljše, kar kaže na učinkovito dvonožnost. Nos je štrleč kot človeški in ne odprt ploski nos, ki ga vidimo pri drugih opicah. Dlake na telesu so lahko bile tudi tanjše (najverjetneje gol) in morda s povečanimi znojnimi žlezami, da se pospeši hlajenje. Koža je bila verjetno temna, z obilico melanina, da se je bolje spoprijela z neposrednimi tropskimi sončnimi žarki v afriški savani.

## Vokalne zmogljivosti
Fosilni skelet in drugi fosilni dokazi, kot so Ašeulska kamnita orodja, so spodbudili večino znanstvenikov k sklepu, da sta Homo ergaster in Homo erectus – za razliko od svojih bolj primitivnih prednikov – postala učinkovita lovca. Družbena struktura bi verjetno postala bolj zapletena z večjim obsegom možganov; Brocino področje možganov omogoča govor in ga opazimo po rahlem nagibu na lobanji. Torakalna vretenca Turkanskega dečka so ožja kot pri Homo sapiensu. To bi mu omogočilo manj motoričnega nadzora nad torakalnimi mišicami, ki se uporabljajo pri sodobnih ljudeh za spreminjanje dihanja, da bi omogočili zaporedje kompleksnih vokalizacij ob posameznih izdihih.

## Bolezen
Zgodnje študije so pokazale, da je imel Turkanski deček prirojeno motnjo, bodisi pritlikavost ali skoliozo. To je bilo zato, ker so bile rebrne kosti videti asimetrične glede na hrbtenico, kar so takrat pripisali skeletni displaziji. Vendar je študija leta 2013 pokazala, da so rebrne kosti ob prerazporeditvi postale simetrične glede na hrbtenico in da je bila za zgodnje hominine značilna nenavadna struktura vretenc. Vendar pa je fosil zagotovo pokazal hernijo ledvenega diska, poškodbo, ki je povezana s smrtjo primerka. Vzorec je imel tudi obolelo čeljust.